# SLIM

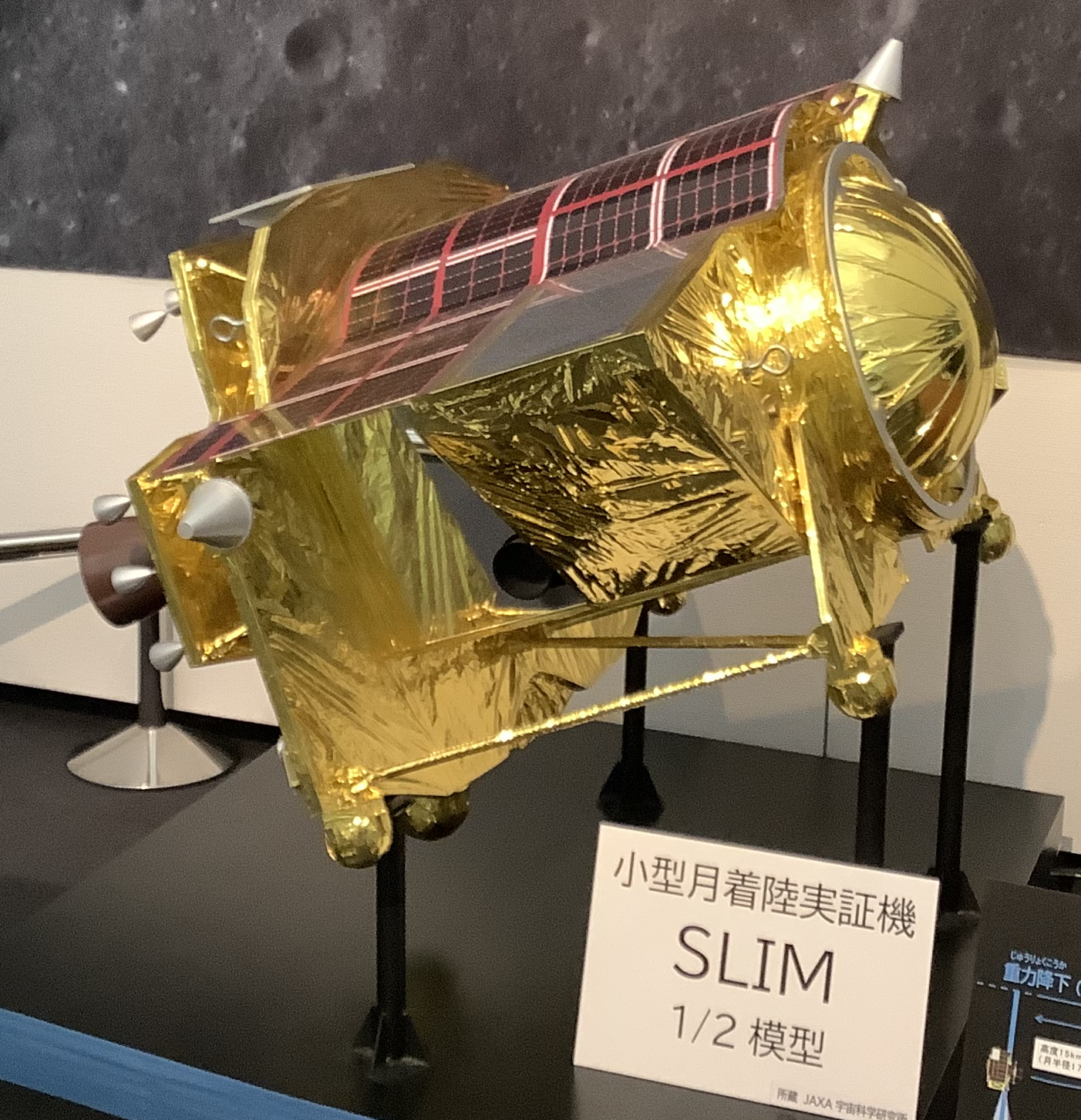
SLIM의 절반 축소 모형

SLIM은 'Smart Lander for Investigating Moon'을 줄인 일본의 우주항공연구개발기구 (JAXA)에서 개발한 무인 달 탐사기이자 착륙기이다. 높이는 약 2.4미터, 무게는 연료를 제외하고 약 200kg이다. H-IIA 47호기로 2023년 9월 7일 오전 8시 42분 11초에 가고시마현 다네가시마 우주 센터에서 발사되었다. 착륙선은 2023년 12월 25일 달 궤도에 성공적으로 진입했으며 2024년 1월 19일 15시 20분에 착륙하여 일본은 달에 연착륙한 다섯 번째 국가가 되었다.

## 각국의 달착륙선
SLIM은 세계 5번째로 달착륙에 성공했다. 각국의 최초 달착륙선은 다음과 같다.
- 소련, 1966년 2월 3일, 루나 9호, 발사중량 1583.7 kg, 몰니냐-M 로켓
- 미국, 1966년 6월 2일, 서베이어 1호, 발사중량 995.2 kg, 아틀라스 센타우르 로켓
- 중국, 2013년 12월 14일, 창어 3호, 발사중량, 창정 3B 로켓
- 인도, 2023년 8월 23일, 찬드라얀 3호, 발사중량 1750 kg, LVM3 로켓
- 일본, 2024년 1월 19일, SLIM, 발사중량 590 kg, H-IIA 로켓

## 같이 보기
- 일본의 달탐사 계획